# Neopreptos
Neopreptos é um gênero de mariposa pertencente à família Eupterotidae.

## Espécies
- Neopreptos clazomenia Druce, 1886
- Neopreptos marathusa Druce, 1886